# Almendros
Almendros es un Municipio de España de la provincia de Cuenca, en la comunidad autónoma de Castilla-La Mancha.

## Geografía

### Ubicación
Almendros se encuentra a menos de cuatro kilómetros de Villarrubio y Tribaldos y a menos de siete de Uclés y Torrubia del Campo. Saelices, con las ruinas romanas de Segóbriga, está a siete kilómetros. De la capital, Cuenca, dista 83 kilómetros. 
A Madrid dista 101 kilómetros.

### Clima
Cuenta con un clima mediterráneo frío (mediterráneo continental).
Los veranos son calurosos. Las temperaturas pueden superar los 30ºC, con días soleados y secos. Sin embargo, los inviernos son fríos. Las mínimas pueden bajar de 0ºC, con heladas frecuentes. Además, existen precipitaciones moderadas. Se concentran en otoño y primavera, con algunos episodios de nieve en invierno. También existe una baja humedad, debido a su ubicación en el interior de la península.
| Parámetros climáticos promedio de Almendros                                                     |      |      |      |      |      |      |      |      |      |      |      |      |       |
| Mes                                                                                             | Ene. | Feb. | Mar. | Abr. | May. | Jun. | Jul. | Ago. | Sep. | Oct. | Nov. | Dic. | Anual |
| Temp. media (°C)                                                                                | 4.0  | 5.5  | 8.5  | 10.5 | 14.5 | 20.0 | 23.5 | 23.5 | 19.5 | 13.5 | 8.0  | 5.0  | 12.5  |
| Precipitación total (mm)                                                                        | 38   | 35   | 30   | 40   | 45   | 20   | 10   | 15   | 25   | 45   | 40   | 42   | 385   |
| Fuente: Ayuntamiento de Almendros Agencia Estatal de Meteorología: Precipitaciones en Almendros |      |      |      |      |      |      |      |      |      |      |      |      |       |

## Demografía
Almendros cuenta con una población de 238 habitantes (INE 2024).
| Gráfica de evolución demográfica de Almendros entre 1842 y 2021                                                     |
| |
| Población de derecho según los censos de población del INE Población de hecho según los censos de población del INE |

## Toponimia
El nombre de Almendros ha sido objeto de diversas interpretaciones etimológicas, sin que exista una unanimidad sobre su origen exacto. Una de las teorías más aceptadas sugiere que proviene del latín amandŭla, que significa “almendra”, haciendo referencia a la abundancia de almendros en la zona en tiempos antiguos. Esta explicación se alinea con la tradición agrícola de la región, donde el cultivo del almendro ha sido históricamente relevante.
Otra hipótesis plantea un posible origen árabe, vinculado a la influencia andalusí en la península ibérica, aunque no hay consenso sobre un término específico del árabe clásico que pudiera haber derivado en el nombre actual. También se ha propuesto que el topónimo podría estar relacionado con repoblaciones cristianas durante la Reconquista, en las que se asignaban nombres descriptivos a las localidades basándose en elementos naturales del entorno.
En cualquier caso, el nombre de Almendros parece estar ligado a su paisaje característico y a la presencia de este árbol, símbolo de fertilidad y arraigo en la cultura mediterránea.

## Administración
| Periodo   | Nombre                     | Partido        |
| --------- | -------------------------- | -------------- |

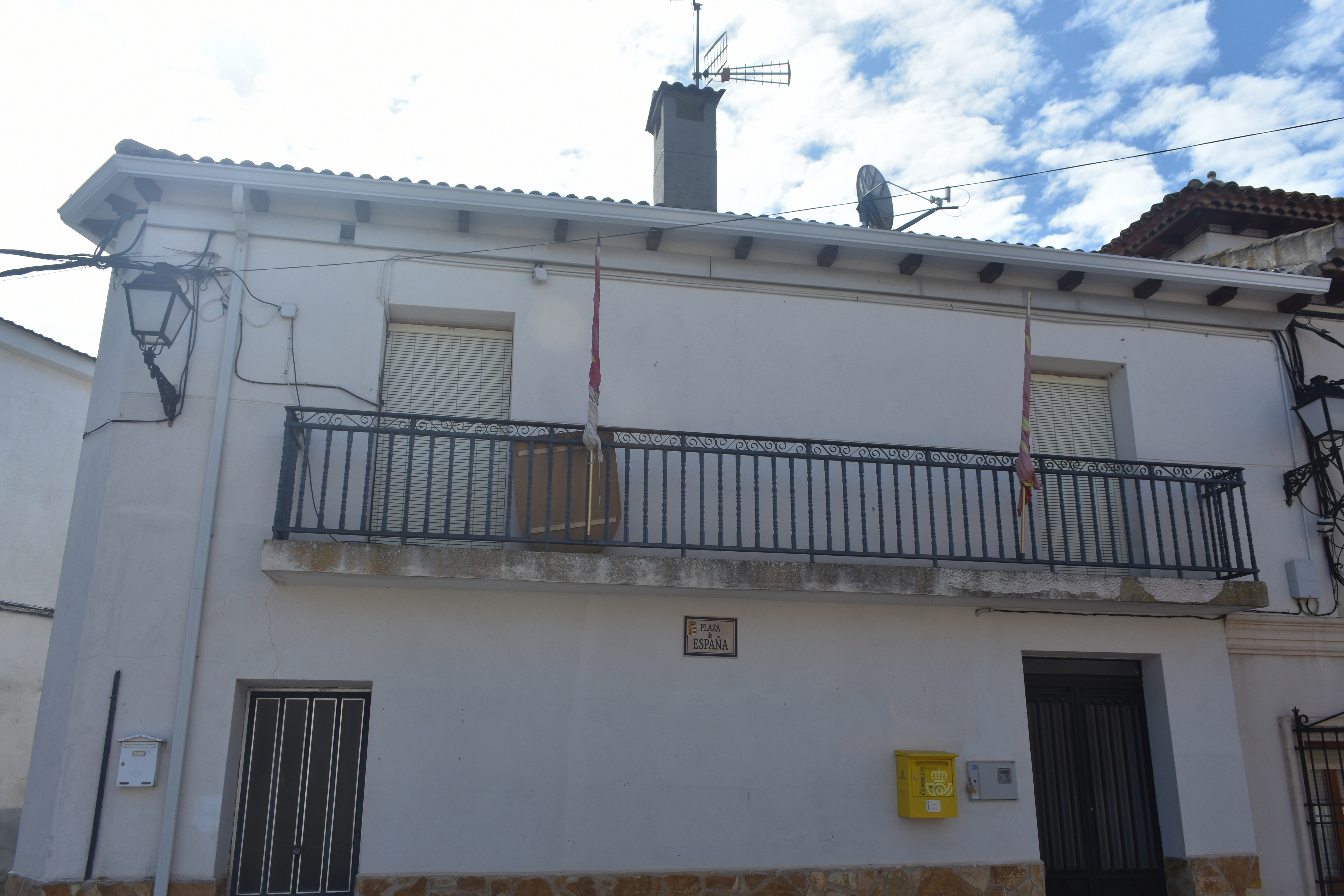
Casa consistorial

| 1979-1983 | Julián Palomar/Carlos Peña | Independientes |
| 1983-1987 | Carlos Peña                | Independientes |
| 1987-1991 | Carlos Peña                | PP             |
| 1991-1995 | Carlos Peña                | PP             |
| 1995-1999 | Acisclo Jiménez Rodríguez  | PP             |
| 1999-2003 | Acisclo Jiménez Rodríguez  | PP             |
| 2003-2007 | Acisclo Jiménez Rodríguez  | PP             |
| 2007-2011 | Acisclo Jiménez Rodríguez  | PP             |
| 2011-2015 | Acisclo Jiménez Rodríguez  | PP             |
| 2015-2019 | Acisclo Jiménez Rodríguez  | PP             |
| 2019-2023 | Helena Fernández Castro    | PIDA           |

## Patrimonio

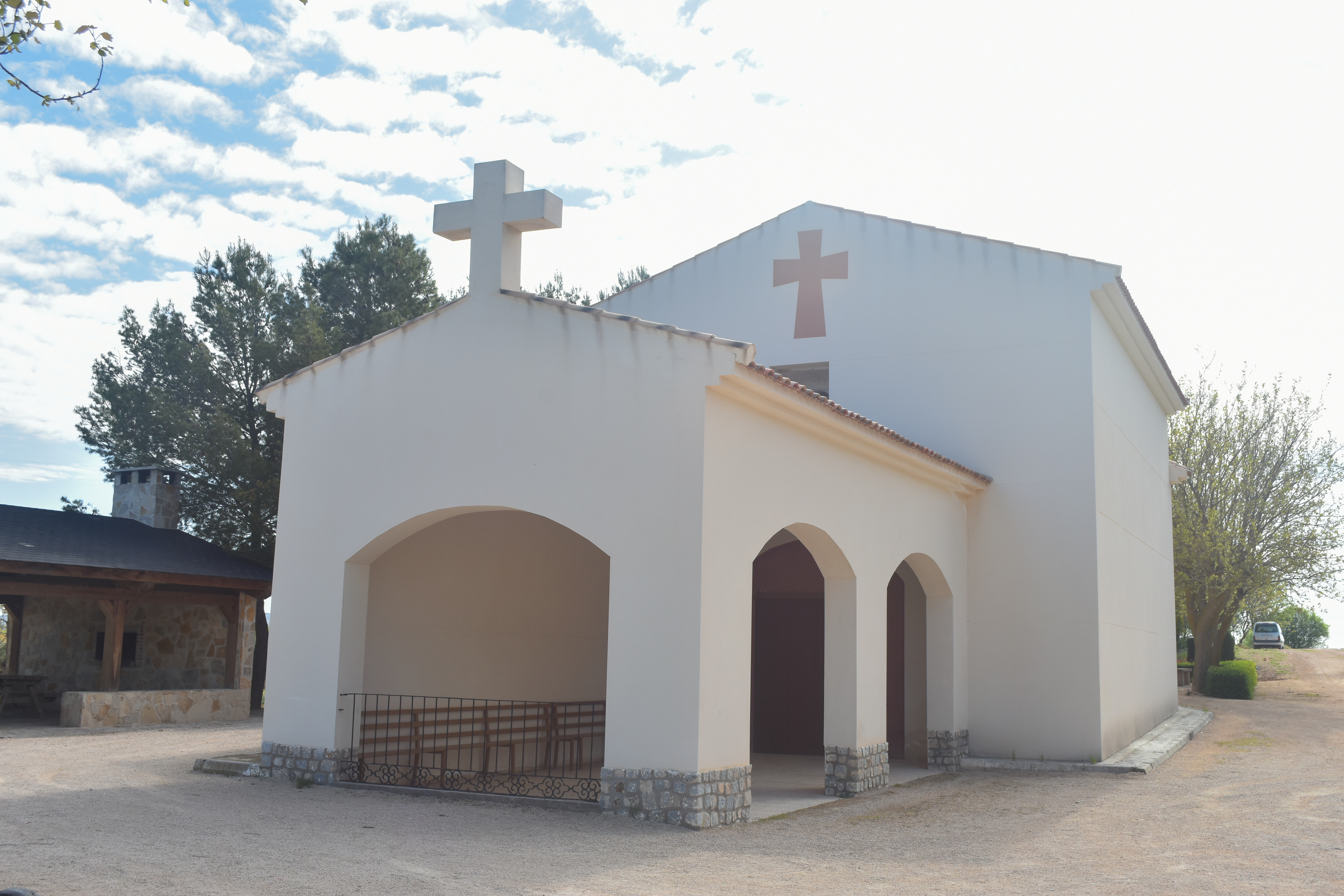
Ermita

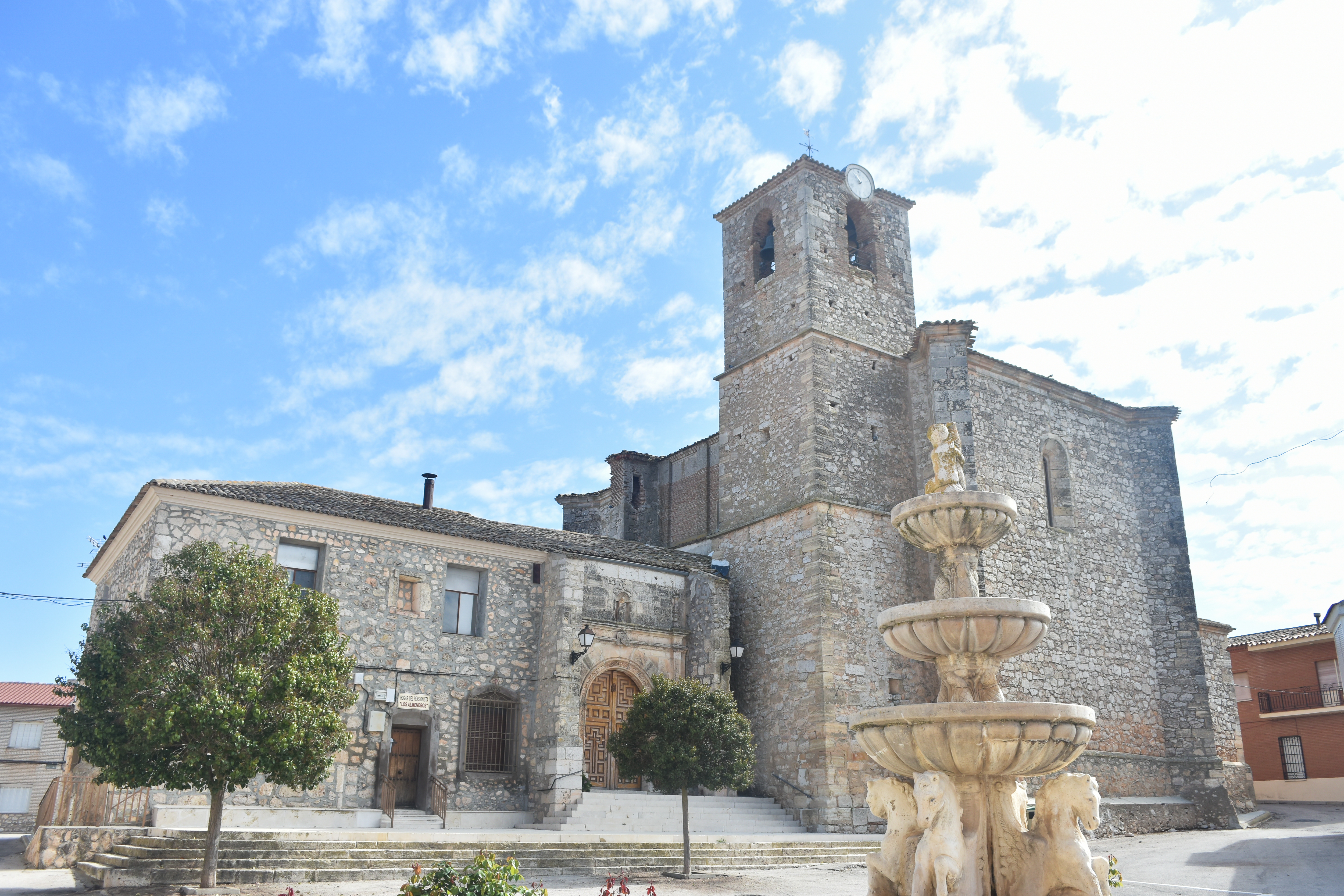
Iglesia la Invención de la Santa Cruz

- Iglesia la Invención de la Santa CruzIglesia la Invención de la Santa Cruz: La iglesia, construida en mampostería, tiene dos partes bien definidas: el cuerpo  gótico, de mediados del siglo XV, y la cabecera y el crucero renacentistas, de 1569. Su torre está curiosamente adosada a la cabecera y cuenta con cuatro troneras para las campanas. Otro de sus atractivos es el retablo mayor, de finales de siglo XVII, perteneciente a un estilo renacentista tardío y algo arcaico. La decoración de sus tres cuerpos es en su mayor parte de tipo escultórico.
- Ermita la Concepción:  la ermita de Nuestra Señora de la Concepción, del siglo XVI, con una sola nave y cabecera poligonal. Merece la pena un vistazo a su espléndido retablo barroco y pasear por su hermoso paseo.
- La Fuentecilla.
- El Cañuelo.
- Chozo Pepino/Chozo Tío Jarete.

## Fiestas
- Fiestas patronales, siempre han sido el primer fin de semana de septiembre, pero este año la alcaldesa de Almendros ha decidido cambiarlas al último fin de semana de agosto. Esto se ha hecho para que no coincidan con las fiestas de los otros pueblos de la comarca, y, de esta manera, no coincidirán con los pueblos cercanos. Estas fiestas son en honor a la Inmaculada Concepción, patrona de la localidad. Cuenta con atracciones para los niños, galopeos, gran pólvora, comidas, verbenas, encierros y muchísimas actividades más para el disfrute de todos. Jueves, viernes, sábado, domingo y lunes, Almendros está en fiestas. Conocidas como unas de las mejores fiestas de la comarca. La gente de Almendros celebra sus fiestas por todo lo alto.

- Fiesta de la Santa Cruz, el primer sábado de mayo, en la que se representa una obra teatral en procesión a caballo de Moros y Cristianos. Tras la procesión tiene lugar el tradicional canto del Mayo en la iglesia de Almendros, donde los integrantes del coro invitan al delegado de la Junta  a unirse para cantar los Mayos. El día sigue con varias actividades y para finalizar el gran baile hasta las altas horas del siguiente día.

- Fiesta de San Cristóbal, 10 de julio: Procesión en la que se acompaña a San Cristóbal en coche hasta la ermita de la Concepción. Allí el párroco comenzará la misa y con la bendición de coches.

- Fiesta de la Asunción de la Virgen, 15 de agosto. Procesión hacia la ermita, aperitivo y baile en el centro cívico.